# Monument de Chambeshi
Le monument de Chambeshi, dans la province du Nord de la Zambie, également appelé Mémorial de Chambeshi et Mémorial de Lettow-Vorbeck, commémore la cessation définitive des hostilités de la Première Guerre mondiale, trois jours après l'Armistice en Europe.

## Événement commémoré par le monument
Le monument comporte une plaque sur laquelle il est inscrit en anglais :
"C'est à cet endroit, le jeudi 14 novembre 1918, à 7h30, que le général von Lettow-Vorbeck, commandant des forces allemandes en Afrique de l'Est, fut informé par M. Hector Croad, alors commissaire du district Kasama, de la signature de l'Armistice par le gouvernement allemand, qui prévoyait l'évacuation inconditionnelle de toutes les forces allemandes d'Afrique de l'Est".
Une deuxième plaque en bemba ajoute :
Twapela umuchinshi kuli bonse abashipa abalwile mu nkondo iyi
ce qui signifie : Nous honorons tous les courageux soldats qui ont combattu lors de cette guerre.

Le message remis au général von Lettow-Vorbeck était un télégramme envoyé à Croad qui disait :
"Veuillez transmettre sous drapeau blanc ce qui suit au général von Lettow-Vorbeck - Le Premier ministre anglais [sic] a fait savoir que ce 11 novembre un Armistice a été signé et que les combats sur tous les fronts devaient cesser le 11 novembre à 11 heures. J'ordonne à mes troupes de mettre fin aux hostilités dès maintenant et j'attends de vous que vous fassiez de même. Général van Deventer ".
Le Mémorial marque donc la cessation des hostilités et non la capitulation elle-même.

## Emplacement
Le monument est situé sur la rive nord de la rivière Chambeshi, près de l'extrémité nord de l'ancien pont de Chambeshi (qui a été construit plus tard, ce pont a été détruit par les troupes rhodésiennes pendant la guerre du Bush de Rhodésie, un nouveau pont a été construit plus en amont) sur la route Mpika - Kasama. La plupart des récits de guerre disent que Lettow-Vorbeck a déposé les armes à Abercorn (aujourd'hui Mbala), 250 km au nord, donnant l'impression qu'il n'avait avancé que sur les quelques kilomètres entre Abercorn et l'Afrique orientale allemande. Mais en réalité, il ne s'est rendu ici que parce que les commandants de l'Armée britannique en Rhodésie du Nord lui avaient demandé d'y faire marcher ses troupes invaincues pour y procéder à la reddition officielle le 23 novembre 1918.

## Contexte historique
Les forces britanniques étaient positionnées dans la région d'Abercorn pour attaquer les forces allemandes venant du nord du Mozambique, pensant qu'elles se dirigeraient vers le lac Tanganyika, mais le général von Lettow-Vorbeck leur avait échappé en se tournant vers le sud-ouest en direction de Kasama. Sa petite population britannique civile avait été évacuée vers Mpika, à l'exception de neuf individus qui avaient installé deux canons Maxim sur à Chambeshi, bien qu'ils ne savaient pas comment les faire fonctionner. L'un d'entre eux, Charlie Simpson, avait avec lui environ 10 000 £, ce qui représentait tout l'argent liquide des services publics et des entreprises de Kasama, qu'il a enterré dans un enclos à chèvres près de l'usine de caoutchouc qu'il dirigeait, pensant que les empreintes de sabots des chèvres cacheraient les traces de pelle, et que les Allemands seraient probablement plus intéressés par les chèvres que par l'argent. À leur arrivée à Chambeshi, les Allemands mitraillèrent l'usine de caoutchouc avant que Croad n'arrive avec le télégramme.

## Installation du monument
Le monument a été dévoilé le 14 novembre 1953 en tant que monument national de la Rhodésie du Nord. Il se compose d'une grande plate-forme en pierre avec les plaques fixées dans un pilier de pierre, à côté d'un canon de l'époque (bien que celui-ci en particulier ne fut pas utilisé par les Allemands).